# Deleni (Vaslui)
Deleni è un comune della Romania di 2 514 abitanti, ubicato nel distretto di Vaslui, nella regione storica della Moldavia. 
Il comune è formato dall'unione di 4 villaggi: Bulboaca, Deleni, Moreni, Zizinca.